# Биријату
Биријату (фр. Biriatou) насеље је и општина у југозападној Француској у региону Аквитанија, у департману Атлантски Пиринеји која припада префектури Бајон.
По подацима из 2011. године у општини је живело 1114 становника, а густина насељености је износила 100,91 становника/km². Општина се простире на површини од 11 km². Налази се на средњој надморској висини од 100 метара (максималној 552 m, а минималној 0 m).

## Демографија
| 1962. | 1968. | 1975. | 1982. | 1990. | 1999. | 2011. |
| ----- | ----- | ----- | ----- | ----- | ----- | ----- |
| 545   | 577   | 530   | 594   | 694   | 831   | 1.114 |

График промене броја становника у току последњих година